# Мікотрофні рослини
Мікотрофні рослини, мікотрофи (від дав.-гр. mýkēs — гриб і дав.-гр. trophē — їжа, харчування) — рослини, які нормально ростуть і розвиваються завдяки мікоризним контактам з грибами. Живильні речовини мікотрофи отримують з ґрунту за допомогою гіф.
Мікотрофи часто є едифікаторами лісових, степових і високогірних лук, але слабо представлені в тундрових, пустельних і деяких гольцових екосистемах. У кожного виду мікотрофних рослин форма мікоризи і ступінь її розвитку залежать від кількох чинників, таких як вік, а також від екологічної обстановки (наприклад, у кедрової сосни в різних умовах розвивається ендотрофна або ектотрофна мікориза декількох різновидів).
До мікотрофів належать всі голонасінні, більшість однодольних (75%) і дводольних (80-90%) рослин (за винятком деяких однорічних, осок , хвощів, плавунів і водних рослин). Також, ймовірно, немає мікотрофів і серед рослин-паразитів і напівпаразитів. Серед них розрізняють 3 групи:
1. рослини, що не розвиваються з насіння без зараження грибом-симбіонтом (орхідні);
2. рослини, що можуть рости без мікоризи, але значно краще розвиваються при зараженні грибом (багато дерев, чагарників, чагарнички);
3. рослини, що нерідко мають мікоризу, але в сприятливих умовах живлення добре розвиваються і без зараження грибом (липа, береза, багато чагарників).